# Relations entre la Pologne et la Tchéquie
Les relations entre la Pologne et la Tchéquie sont amicales. Ces deux pays sont tous les deux membres de l'Union européenne et de l'OTAN qu'ils ont rejoint au même moment, respectivement le 1er mai 2004 et le 12 mars 1999. Les deux pays forment, avec la Slovaquie et la Hongrie, le groupe de Visegrád, un groupe important en Europe centrale.
Elles partagent 796 km de frontière commune, qui peut être traversées partout sans contrôle frontalière en raison de la convention de Schengen.
Jan Pastwa est l'ambassadeur de la Pologne à Prague. Jan Sechter est l'ambassadeur de la République tchèque à Varsovie.
D'après un sondage de 2010, la Pologne est le deuxième pays (après la Slovaquie) à entretenir de bonnes relations avec la République tchèque, sur un total de treize pays. 92 % des sondés les considèrent bonnes ou très bonnes.